# Clackline
Clackline is een plaats in de regio Wheatbelt in West-Australië.

## Geschiedenis
Ten tijde van de Europese kolonisatie vormde de streek de grens tussen de leefgebieden van de Whadjuk en Balardong Nyungah.
In 1879 vermeldde landmeter John Forrest, de latere premier van West-Australië, Clackline als de Aboriginesnaam voor een bron en beek. De betekenis van de naam is niet bekend. Op 13 oktober 1886 opende een spoorweg, de Eastern Railway, tussen Spencer's Brook en Northam. Clackline ontwikkelde zich als een stopplaats langs die spoorweg. Op 3 januari 1888 werd Clackline een spoorwegknooppunt door de opening van de spoorweg naar Toodyay. Deze spoorweg werd in 1908 tot Bolgart doorgetrokken. De sectie tussen Clackline en Toodyay werd in 1966 door WAGR buiten dienst gesteld.
In 1896 werd het dorp Clackline officieel gesticht. Dat jaar opende er een basisschooltje. In 1954 verhuisde de school en in 1976 sloot ze de deuren.
Om de stoomlocomotieven van de spoorwegen van water te voorzien werd de waterloop 'Clackline Brook' afgedamd. Er werd hoogwaardige klein gevonden waarvan vuurvaste stenen konden gemaakt worden. Van 1901 tot in de jaren 1950 produceerde de 'Clackline Refractory' deze stenen. Ze werden onder meer gebruikt in pompstation nr.1 van C.Y. O'Connors meer dan 500 kilometer lange waterpijpleiding tussen Mundaring en Kalgoorlie.

## 21e eeuw
Clackline maakt deel uit van het lokale bestuursgebied (LGA) Shire of Northam. In 2021 telde het 330 inwoners tegenover 387 inwoners in 2006.

## Toerisme
De Kep Track is een 75 kilometer lang wandel- en fietspad over het oude spoorwegtraject tussen de Mundaring Weir en Northam en loopt langs Clackline.
De ruïnes van de Clackline Refractory zijn nog zichtbaar.
Avro Anson Memorial is een 5 kilometer ten oosten van Clackline gelegen herdenkingsmonument. Op 9 oktober 1942 stortte er een vliegtuig van de RAAF neer waarbij alle vier inzittenden het leven lieten.
In een voormalig spoorwegrijtuig is een klein spoorweg- en streekmuseum ondergebracht. Vanaf het museum loopt een wandelpad, onder de Great Eastern Highway door, naar de resten van het voormalige spoorwegstation van Clackline.

## Transport
Clackline ligt aan de Great Eastern Highway, 80 kilometer ten oostnoordoosten van de West-Australische hoofdstad Perth, 20 kilometer ten zuiden van Toodyay en 17 kilometer ten zuidwesten van Northam, de hoofdplaats van het lokale bestuursgebied waar Clackline deel van uitmaakt.
De Eastern Railway loopt langs Clackline maar er stoppen geen reizigerstreinen.

## Klimaat
Clackline kent een warm mediterraan klimaat, Csa volgens de klimaatclassificatie van Köppen. De gemiddelde jaarlijkse temperatuur bedraagt 17,3 °C en de gemiddelde jaarlijkse neerslag ligt rond 566 mm.

## Galerij

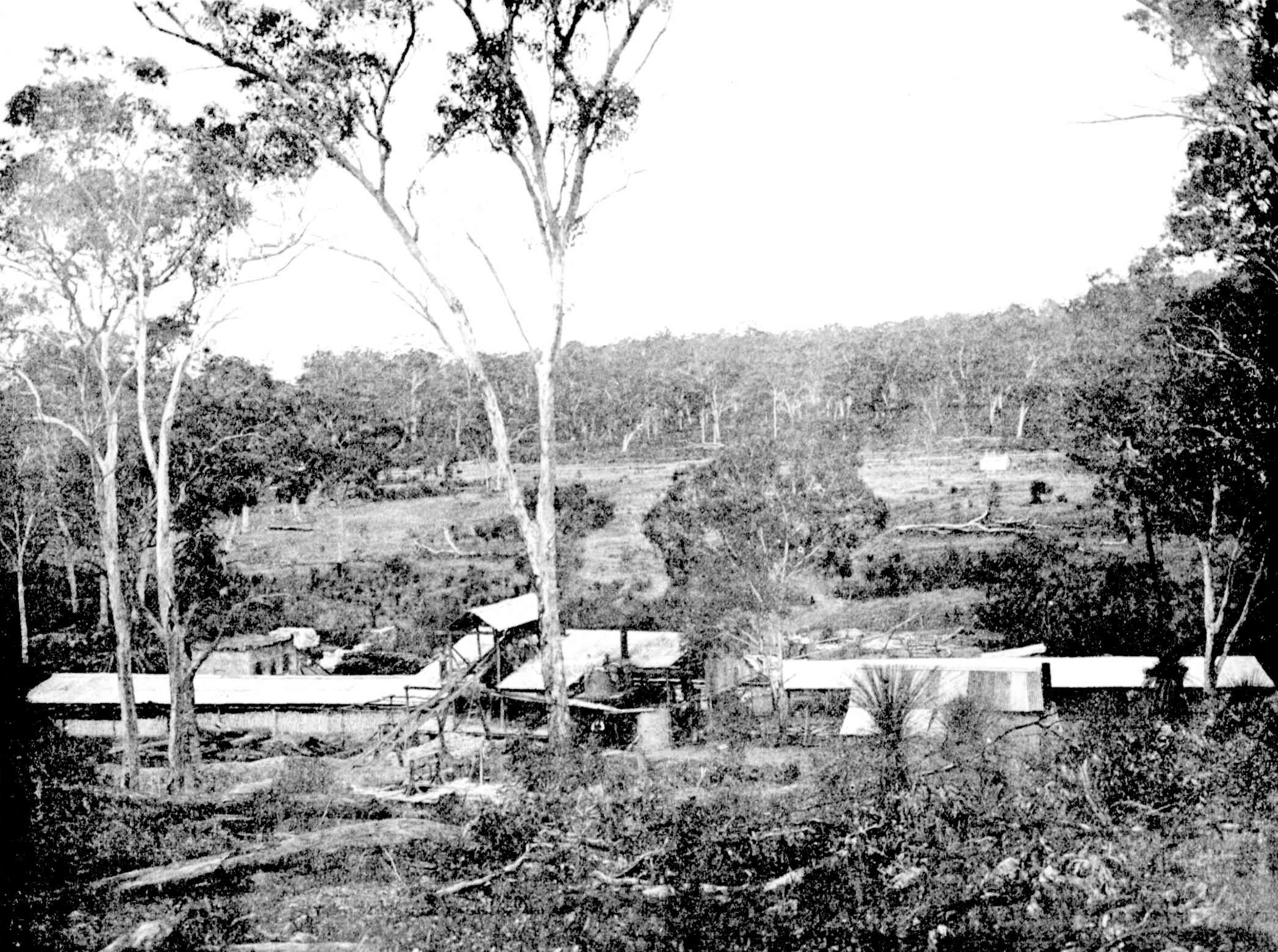
'Clackline Refractory' in 1901
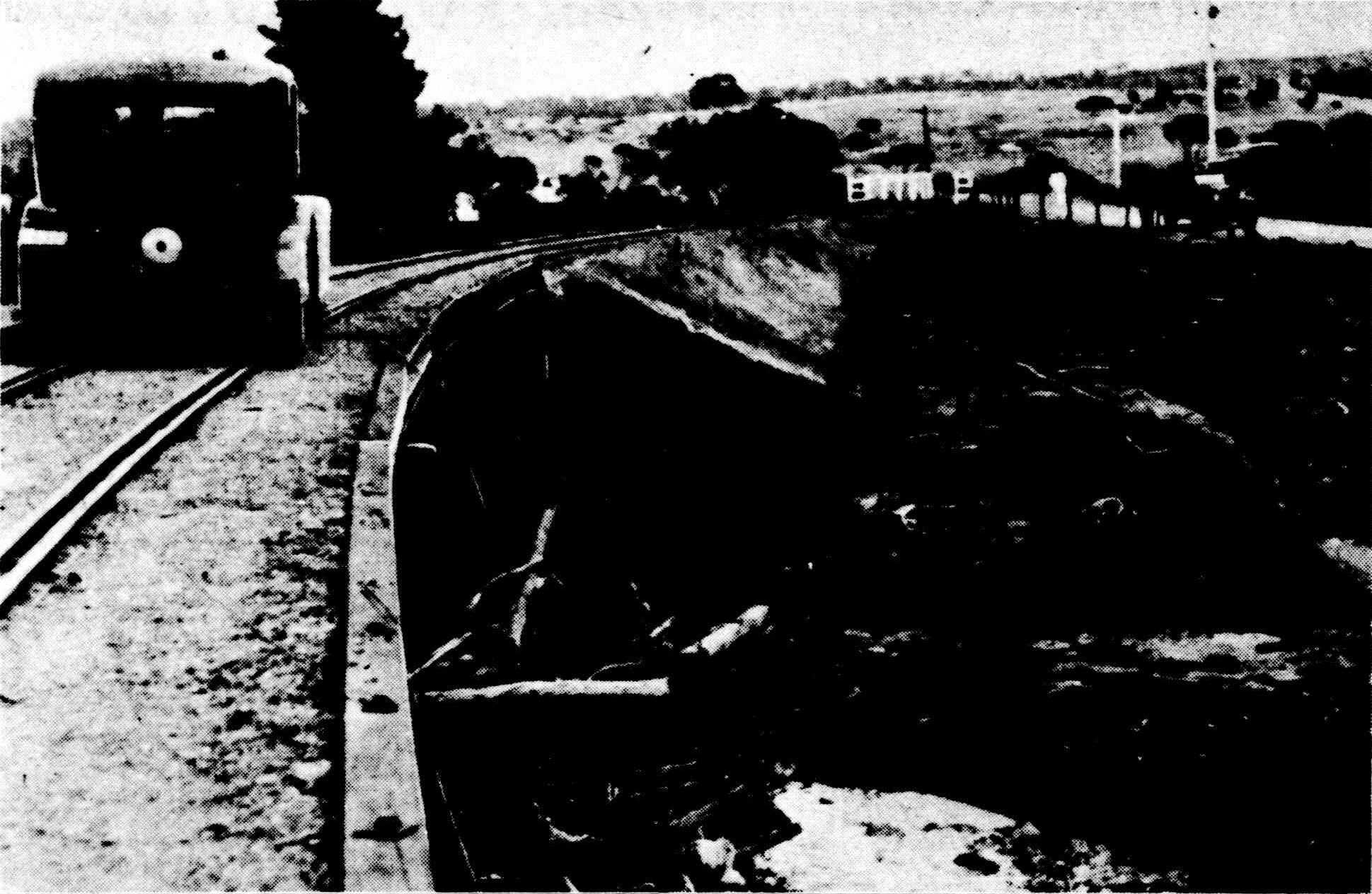
spoorwegbrug in 1934
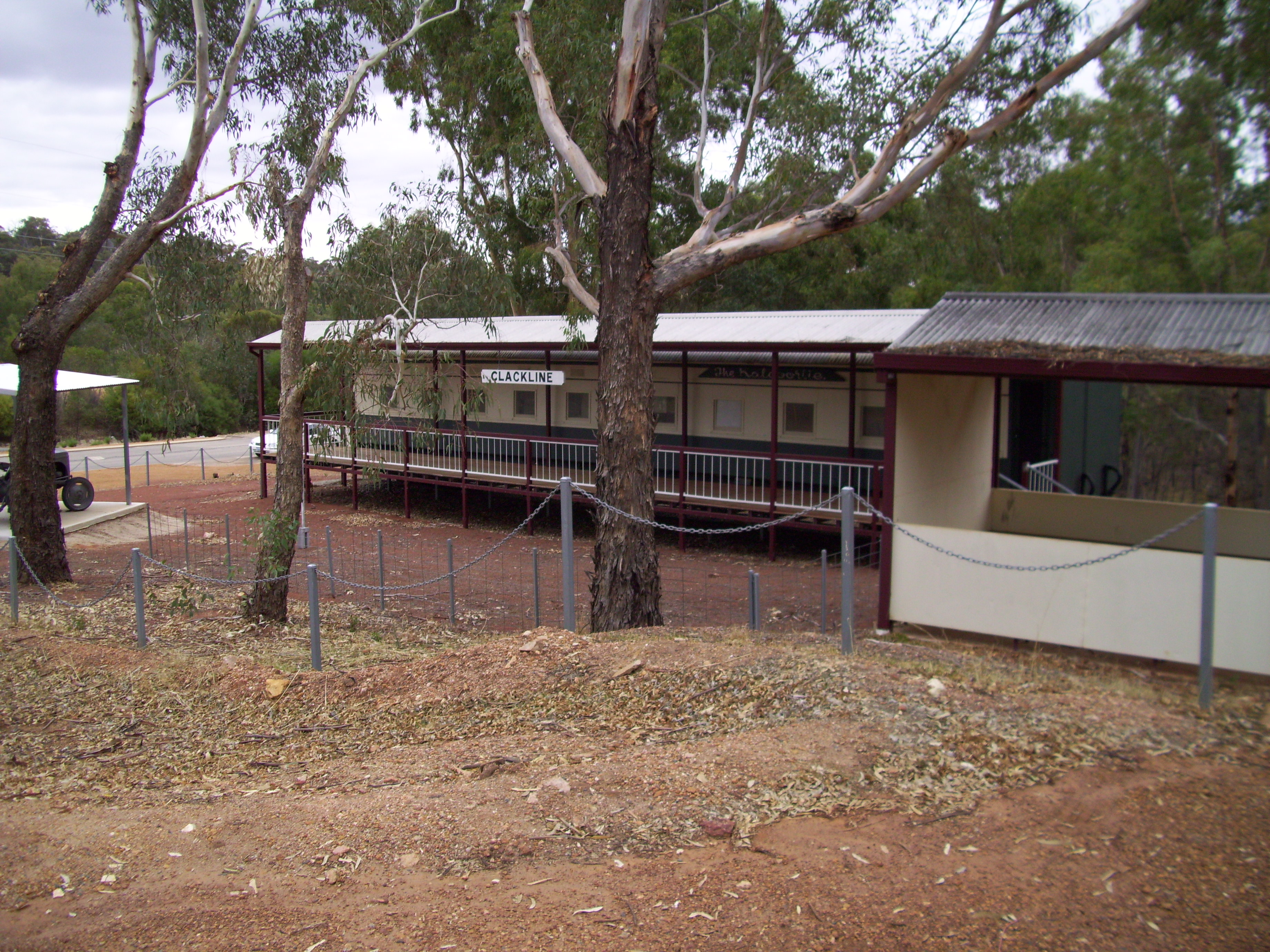
spoorwegmuseum
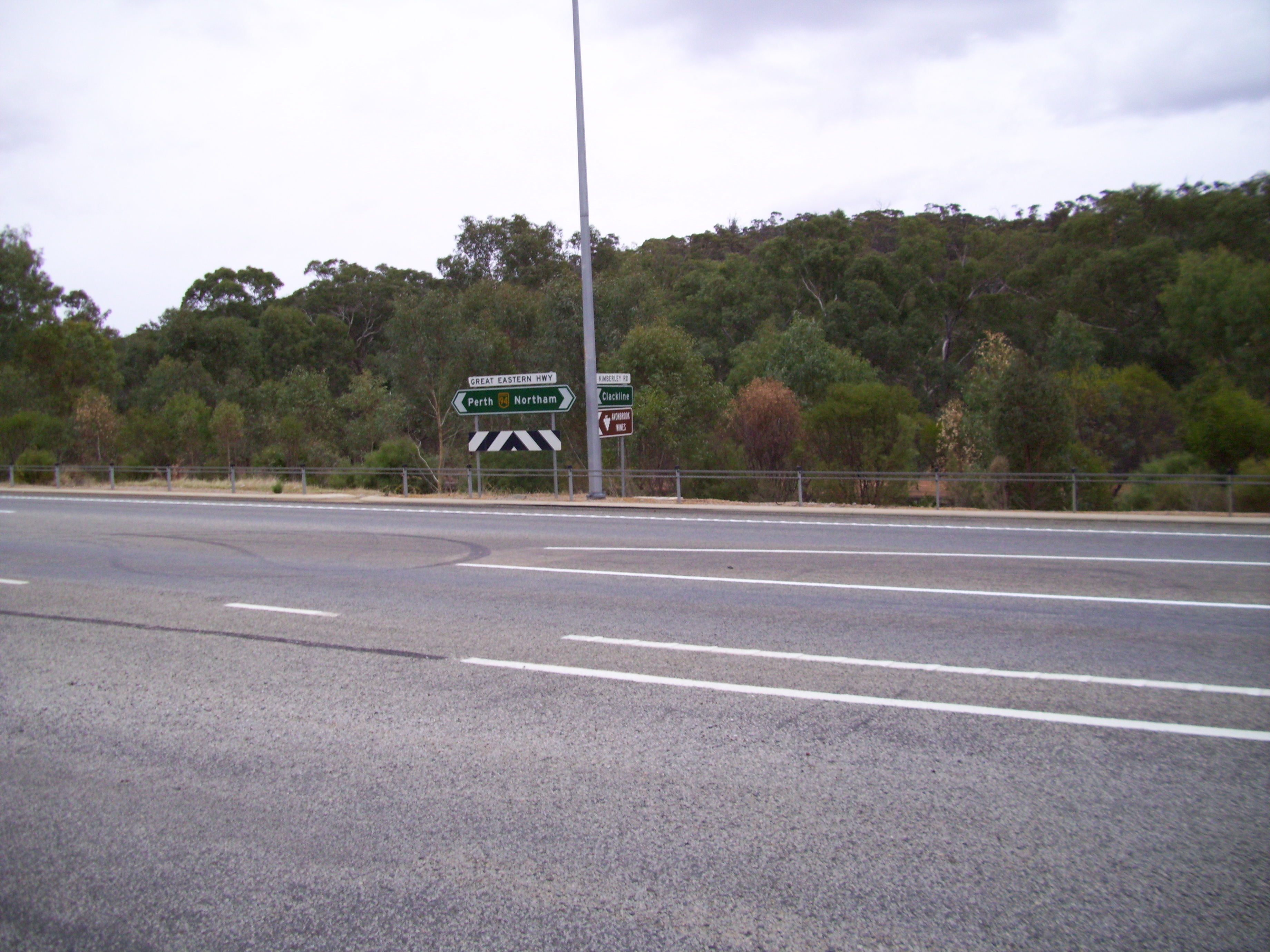
Great Eastern Highway in Clackline
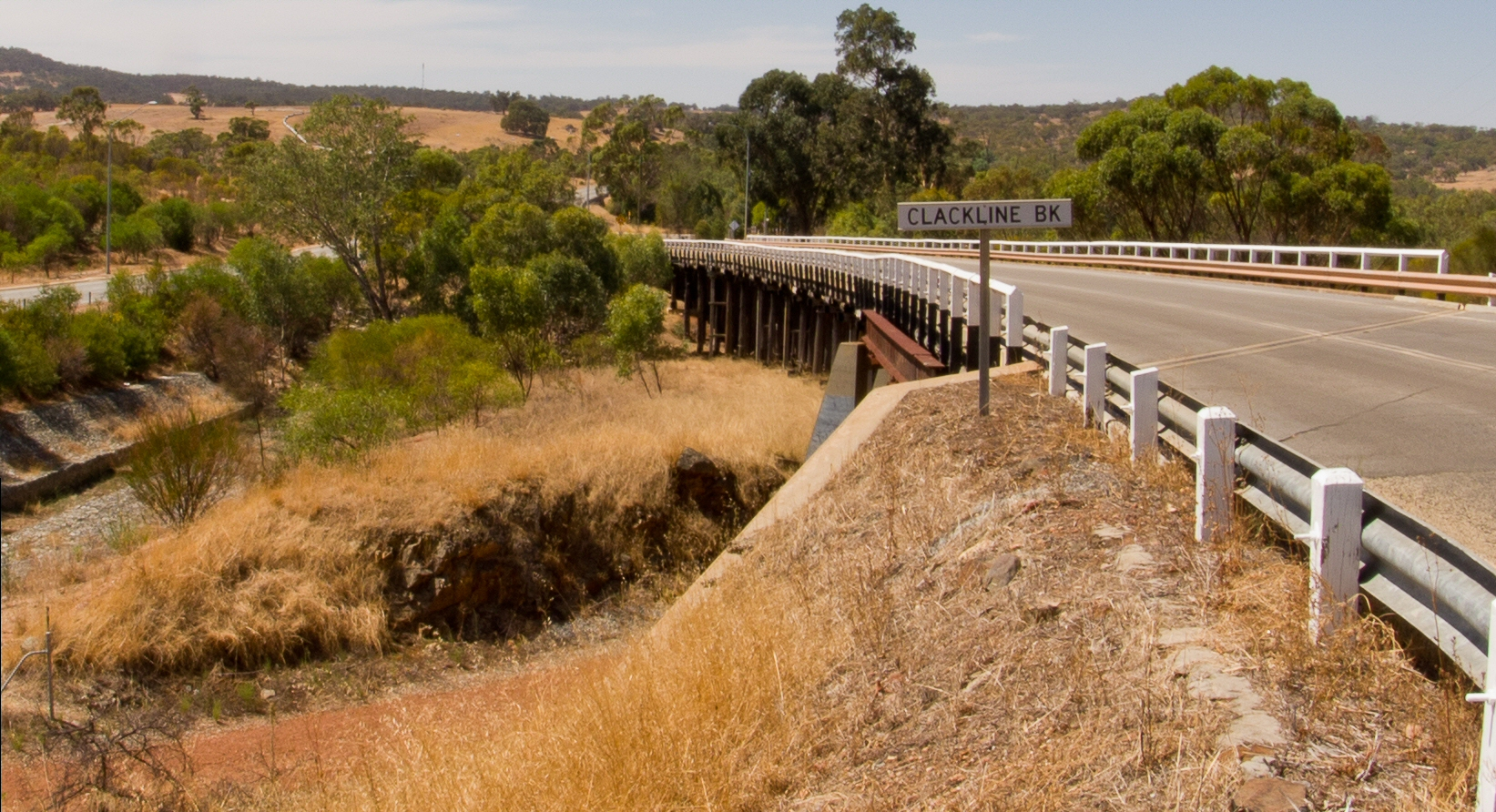
'Clackline Bridge'

Aldersyde · Amery · Ardath · Arthur River · Baandee · Babakin · Badgingarra · Badjaling · Bailup · Bakers Hill · Balkuling · Ballaying · Ballidu · Beacon · Beenong · Beermullah · Bejoording · Belka · Bencubbin · Bendering · Benjaberring · Beverley · Bilbarin · Bindi Bindi · Bindoon · Bodallin · Bolgart · Bonnie Rock · Boolading · Booraan · Brookton · Bruce Rock · Bullaring · Bullfinch · Bulyee · Bungulla · Buntine · Burakin · Burracoppin · Cadoux · Calingiri · Campion · Caraban · Carrabin · Cataby · Cervantes · Chandler · Chittering · Clackline · Cold Harbour · Congelin · Coomberdale · Copley · Corrigin · Cowcowing · Crossman · Cuballing · Culbin · Cunderdin · Dalwallinu · Dandaragan · Dangin · Darkan · Dattening · Dongolocking · Doodlakine · Dowerin · Dudinin · Dumbleyung · Duranillin · Dwarda · Ejanding · Elabbin · Erikin · Gabbin · Gingin · Goomalling ·  Grass Valley · Greenhills · Guilderton · Gwambygine · Harrismith · Highbury · Hines Hill · Holt Rock · Hyden · Jelcobine · Jennacubbine · Jennapullin · Jitarning · Jurien Bay · Kalannie · Karlgarin · Kellerberrin · Kondinin · Kondut · Koojan · Koolyanobbing · Koorda · Korbel · Korrelocking · Kukerin · Kulin · Kulja · Kulyaling · Kunjin · Kununoppin · Kweda · Kwelkan · Kwolyin · Lancelin · Lake Brown · Lake Grace · Lake King · Ledge Point · Manmanning · Marvel Loch · Meckering · Meenaar · Merredin · Miling · Minnivale · Mogumber · Mokine · Moodiarrup · Mooliabeenee · Moora · Moorine Rock · Moorumbine · Moulyinning · Mount Hardey · Mount Kokeby · Mount Walker · Muchea · Mukinbudin · Muntadgin · Nalya · Nangeenan · Narembeen · Narrogin · New Norcia · Newdegate · Nilgen · Nokaning · North Bannister · Northam · Nukarni · Nungarin · Pantapin · Piawaning · Piesseville · Pingaring · Pingelly · Pithara · Popanyinning · Quairading · Quindanning · Regans Ford · Seabird · Shackleton · Southern Cross · Spencers Brook · Tammin · Tincurrin · Toodyay · Trayning · Varley · Wagin · Walebing · Walgoolan · Wandering · Wannamal · Watheroo · Welbungin · West Dale · West Toodyay · Westonia · Wialki · Wickepin · Wilbinga · Williams · Wongan Hills · Woodridge · Wubin · Wundowie · Wyalkatchem · Yealering · Yelbeni · Yellowdine · Yilliminning · Yerecoin · York · Yorkrakine · Yornaning · Yoting · Youndegin